# Diocesi di Esco
La diocesi di Esco (in latino: Dioecesis Oescensis) è una sede soppressa e sede titolare della Chiesa cattolica.

## Storia
Esco, le cui rovine si trovano nei pressi del villaggio bulgaro di Gigen, a nord-ovest della città di Pleven, è un'antica sede vescovile della provincia romana della Dacia Ripense nella diocesi civile di Dacia, suffraganea dell'arcidiocesi di Raziaria.
L'unico vescovo conosciuto è Valente, che prese parte al concilio di Sardica del 343 (episcopus Iscensis).
Dal 1933 Esco è annoverata tra le sedi vescovili titolari della Chiesa cattolica; dal 1º marzo 2023 il vescovo titolare è Tonito Francisco Xavier Muananoua, vescovo ausiliare di Maputo.

## Cronotassi

### Vescovi
- Valente † (menzionato nel 343)

### Vescovi titolari
- Gaudencio Borbon Rosales (12 agosto 1974 - 9 giugno 1982 nominato vescovo coadiutore di Malaybalay)
- Anthony Theodore Lobo † (8 giugno 1982 - 28 maggio 1993 nominato vescovo di Islamabad-Rawalpindi)
- Kevin Michael Britt † (23 novembre 1993 - 10 dicembre 2002 nominato vescovo coadiutore di Grand Rapids)
- Gustavo Garcia-Siller, M.Sp.S. (24 gennaio 2003 - 14 ottobre 2010 nominato arcivescovo di San Antonio)
- Paulo Cezar Costa (24 novembre 2010 - 22 giugno 2016 nominato vescovo di São Carlos)
- Emmanuel Dassi Youfang (7 novembre 2016 - 13 maggio 2020 nominato vescovo di Bafia)
- Vincent Tshomba Shamba Kotsho (29 giugno 2020 - 11 giugno 2022 nominato vescovo di Tshumbe)
- Tonito Francisco Xavier Muananoua, dal 1º marzo 2023